# Cylisticus mechthildae
Cylisticus mechthildae är en kräftdjursart som beskrevs av Hans Strouhal 1971. Cylisticus mechthildae ingår i släktet Cylisticus och familjen Cylisticidae. Inga underarter finns listade i Catalogue of Life.